# Abertarff House

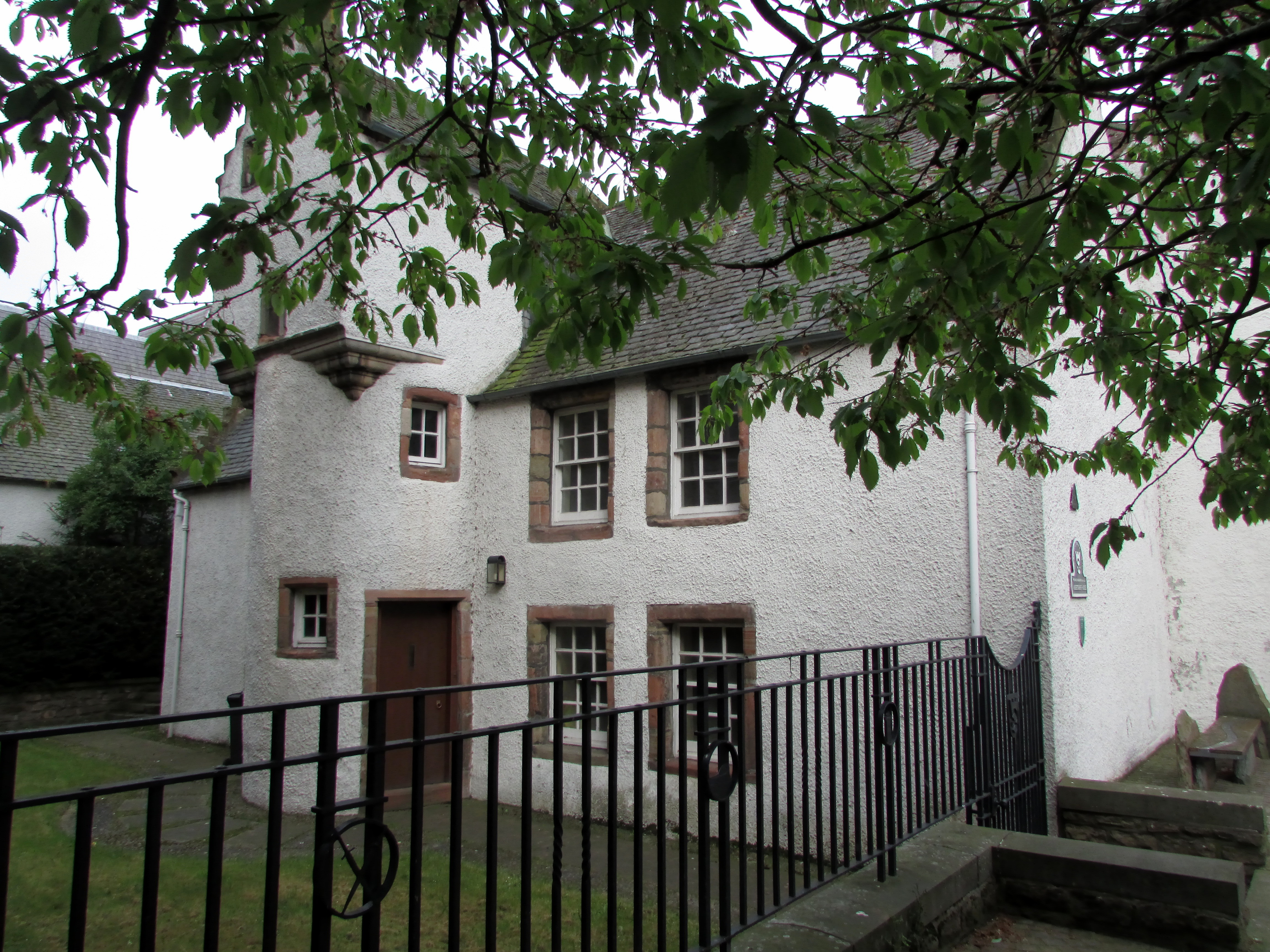

Abertarff House ist ein Gebäude in Inverness, das seit 1963 vom National Trust for Scotland (NTS) verwaltet wird. Es gehört zu den ältesten in Inverness erhaltenen Gebäuden. Abertarff House wurde 1971 vom Historic Environment Scotland in der schottischen Denkmalliste in die Kategorie B aufgenommen.

## Geschichte
Abertarff House wurde 1593 gebaut, hat zwei Geschosse, einen auskragenden Treppenturm und ist mit Schiefer gedeckt. Es liegt im Zentrum von Inverness. 1966 wurde es renoviert, der Kamin wurde bereits 1681 einmal erneuert. 
Es gehörte kurze Zeit einer Familie Fraser of Lovat, deren Mitglieder beim Jakobitenaufstand bei der Schlacht bei Culloden auf der Seite von Bonnie Prince Charlie kämpften. Im 19. Jahrhundert gehörte es möglicherweise einem Bankinstitut, verfiel dann aber. 1963 wurde es vom NTS übernommen, 1966 renoviert und diente anschließend verschiedenen Zwecken. Es war Verwaltungssitz der An Comunn Gàidhealach (The Gaelic Association), ein Geschäft und der regionale Sitz des NTS. Der Garten des Gebäudes ist heute der Öffentlichkeit zugänglich. Im Jahr 2024 betrug die Besucherzahl etwa 23.000 Personen.